# Tình anh em

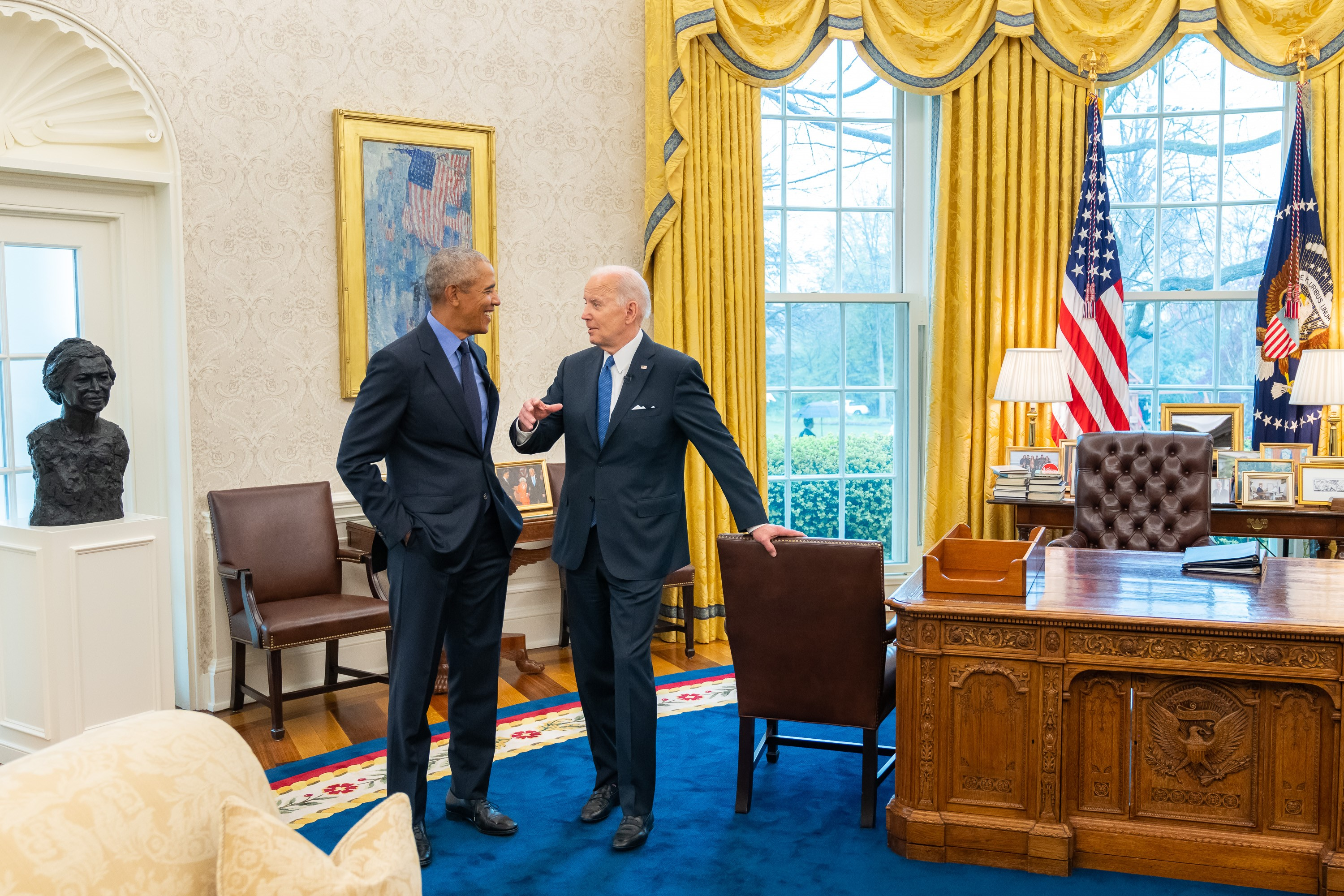
Năm 2017, mối quan hệ giữa tổng thống Mỹ Barack Obama và Phó Tổng thống (sau này là Tổng thống) Joe Biden được mô tả là một thứ "tình anh em".

Tình anh em hay tình huynh đệ là mối quan hệ vô cùng gần gũi nhưng phi tình dục giữa hai hay nhiều người đàn ông với nhau. Đó là mối quan hệ chặt chẽ, nồng thắm và gắn kết giữa những người cùng giới trong xã hội vượt lên trên mức tình bạn thông thường, và khác biệt với tình bạn thông thường ở mức độ thân thiết đặc biệt lớn. Sự nổi lên của khái niệm này kể từ thời điểm bắt đầu thế kỷ 21 được coi là sự thay đổi về nhận thức xã hội cũng như mối quan tâm đến chủ đề này, với sự cởi mở ngày một tăng của xã hội phương Tây trong thế kỷ 21 nhằm nhìn nhận lại về giới tính, tính dục và sự cưỡng ép một chiều.